# Pergalumna numerosa
Pergalumna numerosa är en kvalsterart som först beskrevs av Sellnick 1923.  Pergalumna numerosa ingår i släktet Pergalumna och familjen Galumnidae. Inga underarter finns listade i Catalogue of Life.